# Škoda Superb
El Škoda Superb es un automóvil de turismo del segmento D producido por el fabricante checo Škoda desde el año 2001. Está basado en la plataforma del Volkswagen Passat, pero su carrocería ha sido alargada, aunque comparte claros elementos mecánicos del Passat. Actualmente es el mayor y más lujoso modelo de la marca Škoda, siendo su coche de representación. Entre sus rivales se encuentran los Citroën C5, Ford Mondeo, Hyundai Sonata, Hyundai i40, Honda Accord, Kia Optima, Mazda 6, Opel Vectra, Opel Insignia, Peugeot 508, Renault Laguna, Renault Talisman, Subaru Legacy, Toyota Avensis y Toyota Camry.
El Superb original era un automóvil que Škoda comercializó antes y durante la Segunda Guerra Mundial. 

## Modelo original (1934-1949)
El Škoda Superb original era un automóvil de lujo fabricado por Škoda antes de la Segunda Guerra Mundial. Durante la guerra se paralizó la producción, eso fue debido a que las fábricas de Škoda fueron confiscadas por el régimen nazi, aunque se fabricaron unos pocos modelos para el personal militar. Después de la guerra se dejaron de fabricar.

### Características de algunos modelos
- Superb 3000 OHV (Tipo 924), se produjeron 275 unidades entre 1938 y 1949, constaba de un motor de cuatro tiempos de 6 cilindros en línea, 3137 centímetros cúbicos y 85 CV (62.6 kW), con una caja de cambios de 4 marchas. Podía alcanzar una velocidad máxima de 125 km/h. Se podían sentar seis pasajeros.[1]

- Superb 4000 OHV (Tipo 919), se produjeron 10 unidades (2 limusinas y 8 descapotables) entre 1939 y 1940, con un motor V8, 3991 centímetros cúbicos y 96 CV (70.7 kW), caja de cambios de 3 velocidades y tracción trasera. Podía alcanzar una velocidad de 135 km/h. Tenía espacio para seis ocupantes y un chófer.[2]

Varios modelos clásicos del Superb se pueden ver en el Škoda Auto Museum en Mladá Boleslav.

## Primera generación (2001-2008)
La primera generación del Superb es un sedán de cuatro puertas. Conocido internamente como Typ 3U, utiliza la plataforma B5 PL45+ del Volkswagen Passat LWB de 1999, que es una variante con carrocería distinta y 120 mm más de distancia entre ejes de la filial china de Volkswagen, Shanghái Automóviles. Igualmente el salpicadero y los interiores provienen del Passat LWB.
En el mercado chino, los sedanes de gama alta son habituales - Audi A6, BMW Serie 5, Volvo S80- y el automóvil se sigue comercializando, ahora con estilo europeo y renombrado a Volkswagen Passat Lingyu.
Este tamaño superior se utilizó para comercializar el vehículo como alternativa económica al segmento E compitiendo con modelos como el Audi A6  y principalmente como un plus de tamaño en el segmento D, lo que le permitió competir en la parte "premium" del mismo contra modelos como el Audi A4 que utilizaba la versión "normal" de su misma plataforma. 
Así incorporaba detalles propios de limusina como el famoso compartimento para paraguas del pasajero trasero, dando a entender que su propietario viajaría con chófer.
Todas las motorizaciones son compartidas por otros modelos con implantación motor longitudinal del Grupo Volkswagen, lo que sin duda le otorgó un "caché" especial permitiéndole utilizar los 2.8 y 2.5, de origen Audi que son V6, el resto son de cuatro cilindros en línea. Sus motores de gasolina son un 1.8 litros con turbocompresor y una potencia máxima de 150 CV, y un 2.8 litros de 193 CV, ambos con cinco válvulas por cilindro. Los diésel son un 1.9 litros de 105 CV, 130 CV, un 2.0 litros de 140 CV y un 2.5 litros de 163 CV, los tres con turbocompresor de geometría variable e inyección directa.

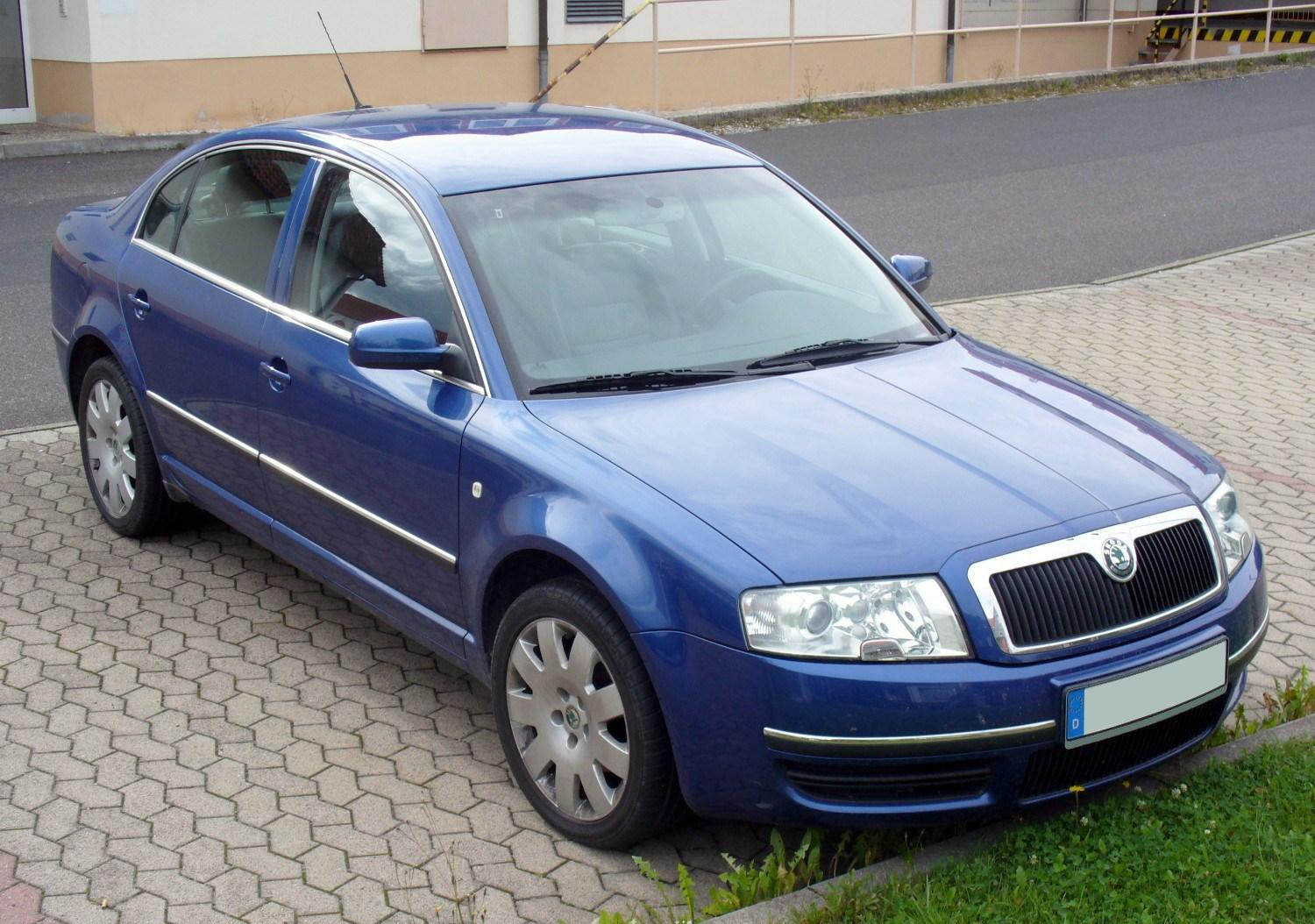
Parte delantera del Superb
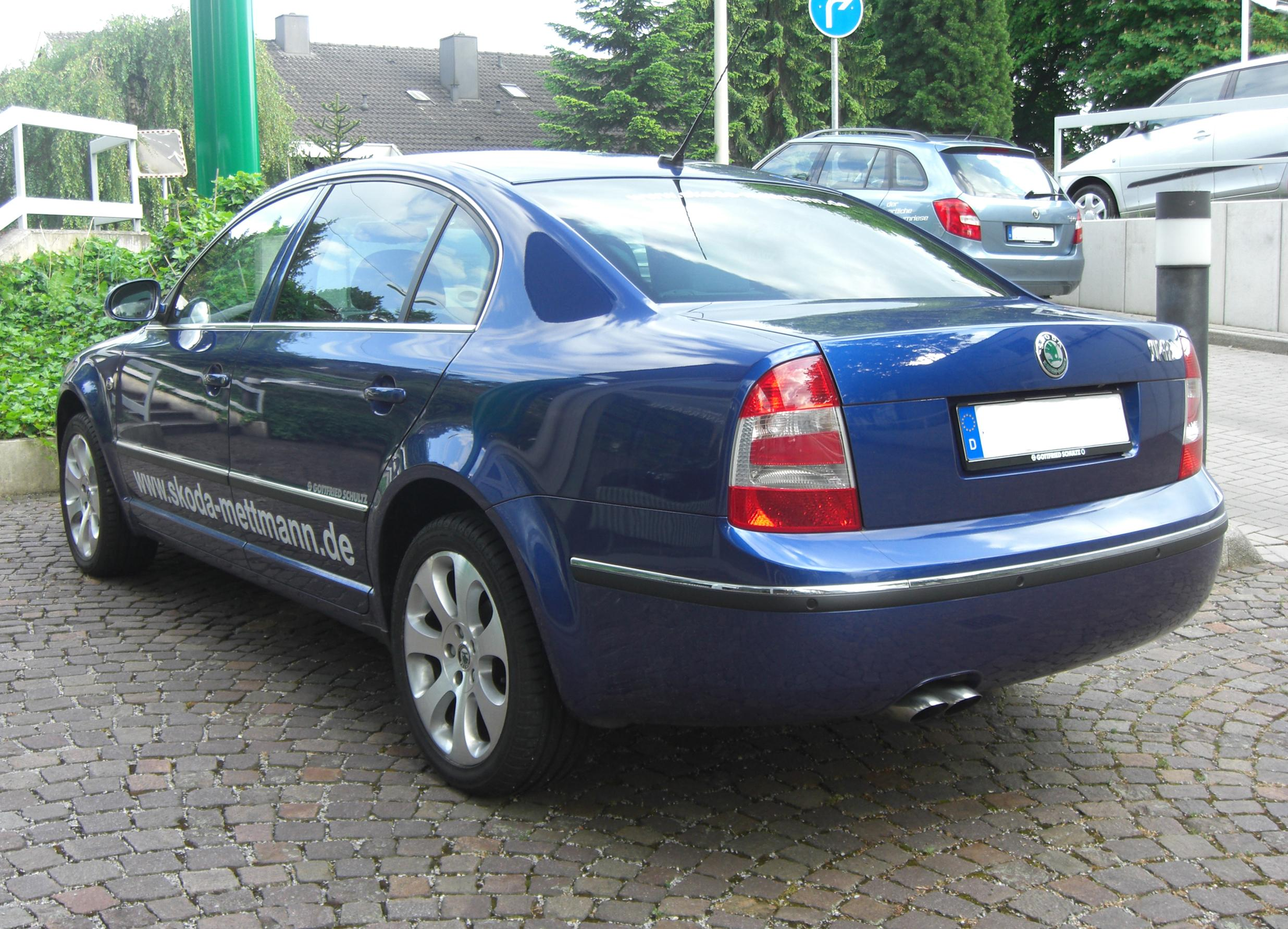
Parte trasera de la versión reestilizada
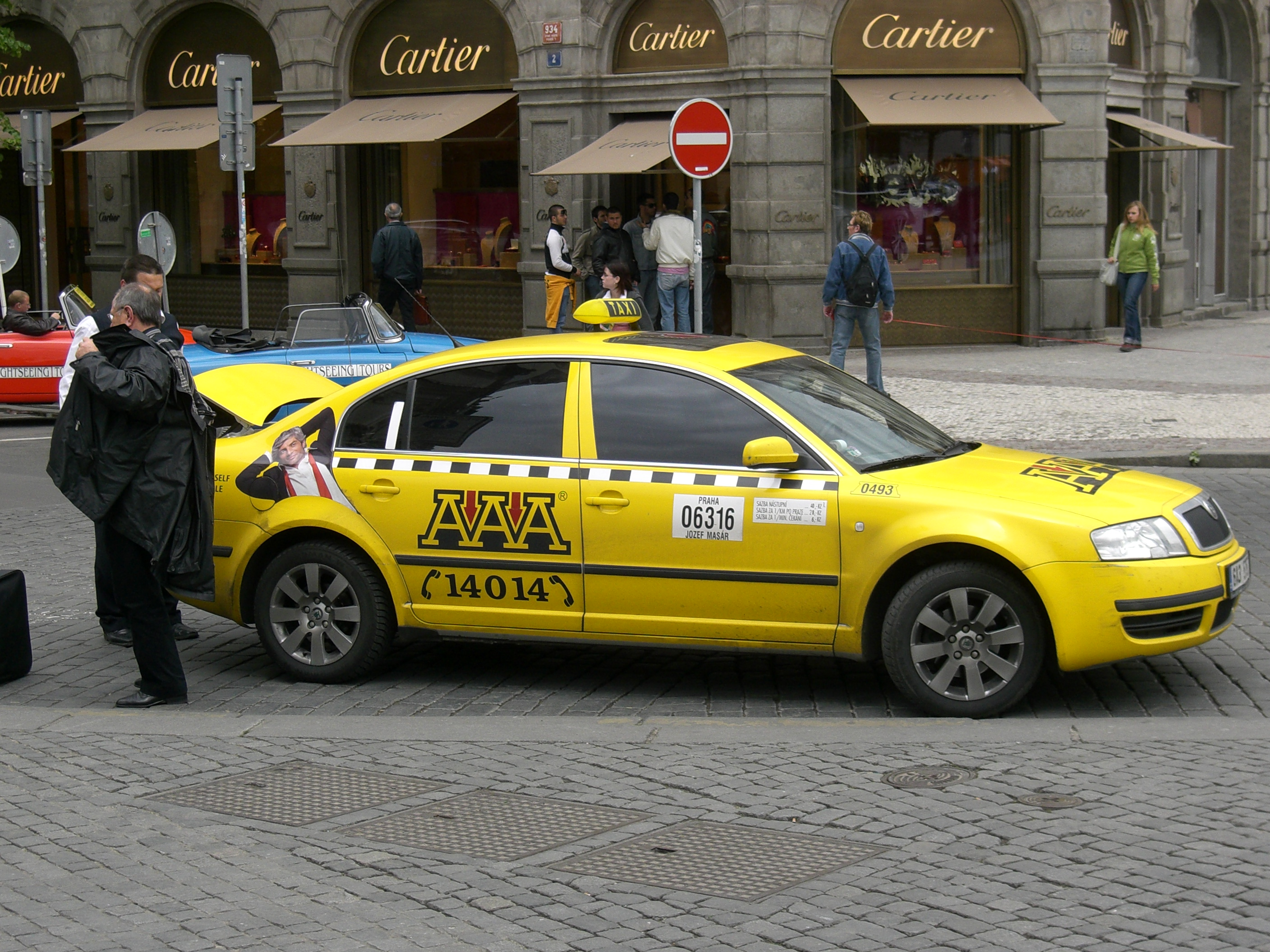
Versión taxi en Praga
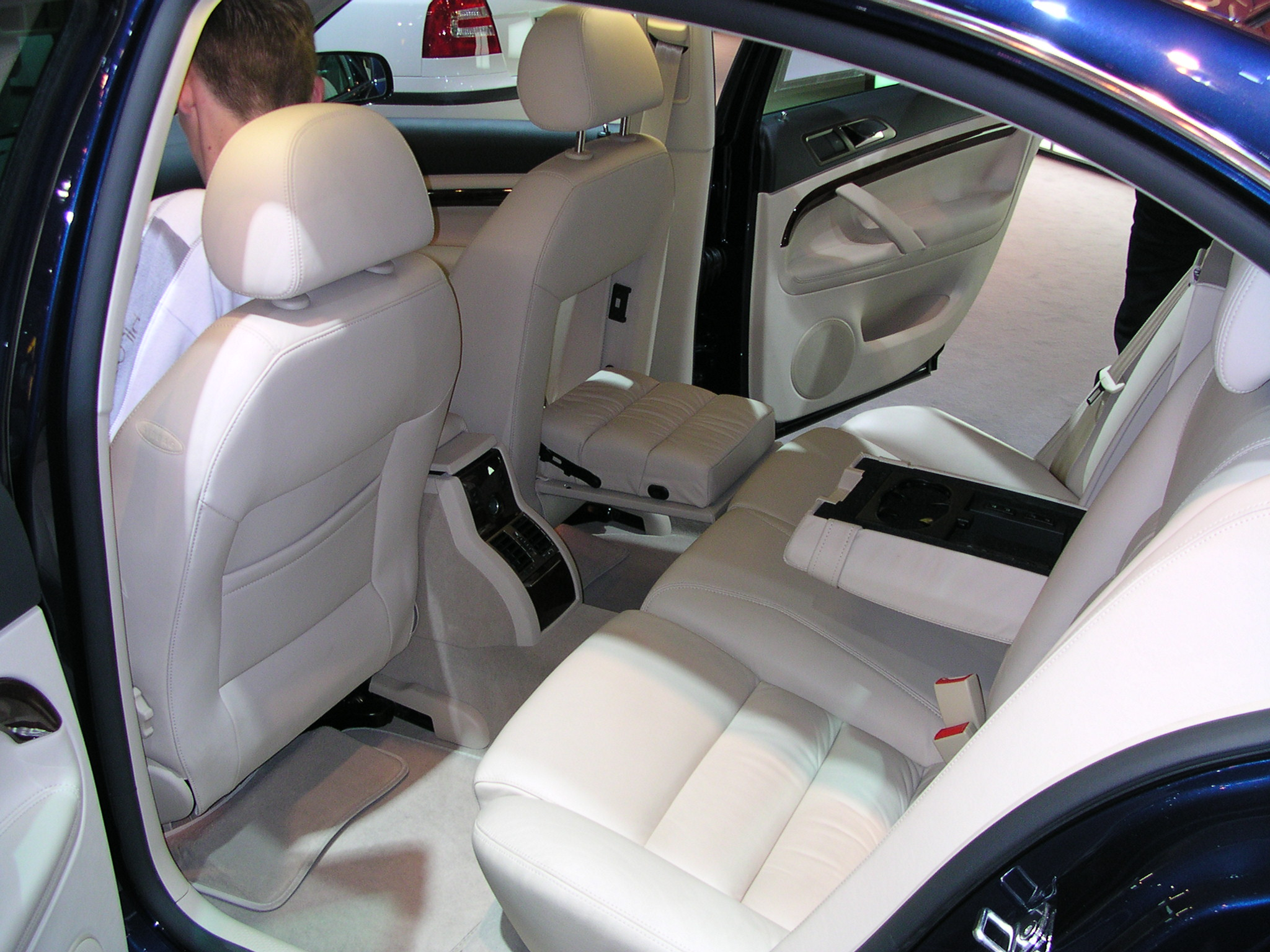
Interior en cuero con tapa del asiento del copiloto y reposabrazos abiertos

### Motorizaciones
| Periodo                              | 2001-2008                  | 2001-2004             | 2001-2008                                         |
| Tipo de motor                        | L4 20v, turbo, intercooler | L4 8v                 | V6 30v                                            |
| Identificación del motor             | AWT                        | AZM                   | ALG, AMX                                          |
| Diámetro x carrera                   | 81.0 mm × 86.4 mm          | 82.5 mm × 92.8 mm     | 82.5 mm × 86.4 mm                                 |
| Cilindrada                           | 1781 cm³                   | 1984 cm³              | 2771 cm³                                          |
| Relación de compresión               | 9.5: 1                     | 10.3: 1               | 10.3: 1                                           |
| Potencia máxima: CV (kW) @ rpm       | 150 CV (110 kW) @ 5700     | 115 CV (85 kW) @ 5400 | 193 CV (142 kW) @ 6000                            |
| Par máximo: Nm @ rpm                 | 210 Nm @ 1750–4600         | 172 Nm @ 3500         | 280 Nm @ 3200                                     |
| Tracción                             | Delantera                  | Delantera             | Delantera                                         |
| Transmisión                          | Manual, 5 velocidades      | Manual, 5 velocidades | Manual, 6 velocidades / Automática, 5 velocidades |
| Aceleración 0–100 km/h (Sedan/Avant) | 9.5 s                      | 11.6 s                | 8.0 s                                             |
| Velocidad máxima (Sedan/Avant)       | 216 km/h                   | 197 km/h              | 237 km/h                                          |
| Consumo combinado (L/100 km)         | 8.3                        | -                     | 9.7                                               |

| Motores diésel                       | Motores diésel                                               | Motores diésel                                               | Motores diésel                                               | Motores diésel                                               | Motores diésel                                               | Motores diésel                                    | Motores diésel                                    | Motores diésel | Motores diésel | Motores diésel | Motores diésel |
|                                      | 1.9 TDI                                                      | 1.9 TDI                                                      | 1.9 TDI                                                      | 1.9 TDI                                                      | 2.0 TDI                                                      | 2.5 TDI                                           | 2.5 TDI                                           |                |                |                |                |
| ------------------------------------ | ------------------------------------------------------------ | ------------------------------------------------------------ | ------------------------------------------------------------ | ------------------------------------------------------------ | ------------------------------------------------------------ | ------------------------------------------------- | ------------------------------------------------- | -------------- | -------------- | -------------- | -------------- |
| Periodo                              | 2002-2005                                                    | 2005-2007                                                    | 2007-2008                                                    | 2001-2005                                                    | 2005-2008                                                    | 2001-2003                                         | 2003-2008                                         |                |                |                |                |
| Tipo de motor                        | L4 8v, inyección directa, inyector-bomba, turbo, intercooler | L4 8v, inyección directa, inyector-bomba, turbo, intercooler | L4 8v, inyección directa, inyector-bomba, turbo, intercooler | L4 8v, inyección directa, inyector-bomba, turbo, intercooler | L4 8v, inyección directa, inyector-bomba, turbo, intercooler | V6 24v, inyección directa, turbo, intercooler     | V6 24v, inyección directa, turbo, intercooler     |                |                |                |                |
| Identificación del motor             | AVB                                                          | BSV                                                          | BPZ                                                          | AWX                                                          | BSS                                                          | AYM                                               | BDG                                               |                |                |                |                |
| Diámetro x carrera                   | 79.5 mm × 95.5 mm                                            | 79.5 mm × 95.5 mm                                            | 79.5 mm × 95.5 mm                                            | 79.5 mm × 95.5 mm                                            | 81.0 mm × 95.5 mm                                            | 78.3 mm × 86.4 mm                                 | 78.3 mm × 86.4 mm                                 |                |                |                |                |
| Cilindrada                           | 1896 cm³                                                     | 1896 cm³                                                     | 1896 cm³                                                     | 1896 cm³                                                     | 1968 cm³                                                     | 2496 cm³                                          | 2496 cm³                                          |                |                |                |                |
| Relación de compresión               | 19.0: 1                                                      | 18.5: 1                                                      | 19.0: 1                                                      | 19.0: 1                                                      | 18.5: 1                                                      | 18.5: 1                                           | 18.5: 1                                           |                |                |                |                |
| Potencia máxima: CV (kW) @ rpm       | 101 CV (74 kW) @ 4000                                        | 105 CV (77 kW) @ 4000                                        | 115 CV (85 kW) @ 4000                                        | 130 CV (96 kW) @ 4000                                        | 140 CV (103 kW) @ 4000                                       | 155 CV (114 kW) @ 4000                            | 163 CV (120 kW) @ 4000                            |                |                |                |                |
| Par máximo: Nm @ rpm                 | 250 Nm @ 1900                                                | 250 Nm @ 1900                                                | 250 Nm @ 1900                                                | 285 Nm @ 1750-2500                                           | 320 Nm @ 1750-2500                                           | 310 Nm @ 1400–3500                                | 350 Nm @ 1500-3000                                |                |                |                |                |
| Tracción                             | Delantera                                                    | Delantera                                                    | Delantera                                                    | Delantera                                                    | Delantera                                                    | Delantera                                         | Delantera                                         | Delantera      | Delantera      | Delantera      |                |
| Transmisión                          | Manual, 5 velocidades                                        | Manual, 5 velocidades                                        | Manual, 5 velocidades                                        | Manual, 6 velocidades / Automática, 5 velocidades            | Manual, 6 velocidades                                        | Manual, 6 velocidades / Automática, 5 velocidades | Manual, 6 velocidades / Automática, 5 velocidades |                |                |                |                |
| Aceleración 0–100 km/h (Sedan/Avant) | 13.2 s                                                       | 12.3 s                                                       | 11.7 s                                                       | 10.4 s                                                       | 9.9 s                                                        | 9.5 s                                             | 9.2 s                                             |                |                |                |                |
| Velocidad máxima (Sedan/Avant)       | 189 km/h                                                     | 192 km/h                                                     | 198 km/h                                                     | 205 km/h                                                     | 215 km/h                                                     | 219 km/h                                          | 223 km/h                                          |                |                |                |                |
| Consumo combinado (L/100 km)         | 5.5                                                          | 5.8                                                          | 5.8                                                          | 5.8                                                          | 6.3                                                          | 7.0                                               | 6.9                                               |                |                |                |                |

## Segunda generación (2008-2015)
La segunda generación del Superb fue presentada oficialmente en el Salón del Automóvil de Ginebra de 2008 y salió a la venta a mediados de años de año. Su nombre interno es Typ 3T y utiliza la plataforma B6 PQ46+ se refiere a la versión con motor transversal de esta plataforma compartida con el nuevo Volkswagen Passat y Volkswagen Passat CC pero con una carrocería propia. La carrocería sedán fue reemplazada por una liftback de cinco puertas, cuyo portón trasero tiene doble apertura se puede abrir dejando la luneta fija o moviéndola junto con el resto del portón.
Esta generación es un automóvil del segmento D de gran tamaño rozando casi un escalón por encima -cuya línea recuerda sin disimulo a los voluminosos  BMW Serie 5 y BMW Serie 7-,  jugando la misma baza que su antecesor de presentarse como alternativa económica al segmento E a pesar de su origen modesto. 
Su gama de motores es compartida con otros modelos del grupo con implantación motor transversal como el Volkswagen Golf y el nuevo Volkswagen Passat. Los motores gasolina serán un 1.4 litros de 125 CV, un 1.8 litros de 160 CV y un 3.6 litros de 260 CV, los dos primeros de cuatro cilindros en línea y turbocompresor, y el segundo de seis cilindros y atmosférico. Los diésel, todos ellos de cuatro cilindros en línea con turbocompresor e inyección directa, serán un 1.6 litros de 105 CV y un 2.0 litros de 140 o 170 CV, los dos primeros con alimentación por inyector-bomba y el tercero con alimentación por common-rail.

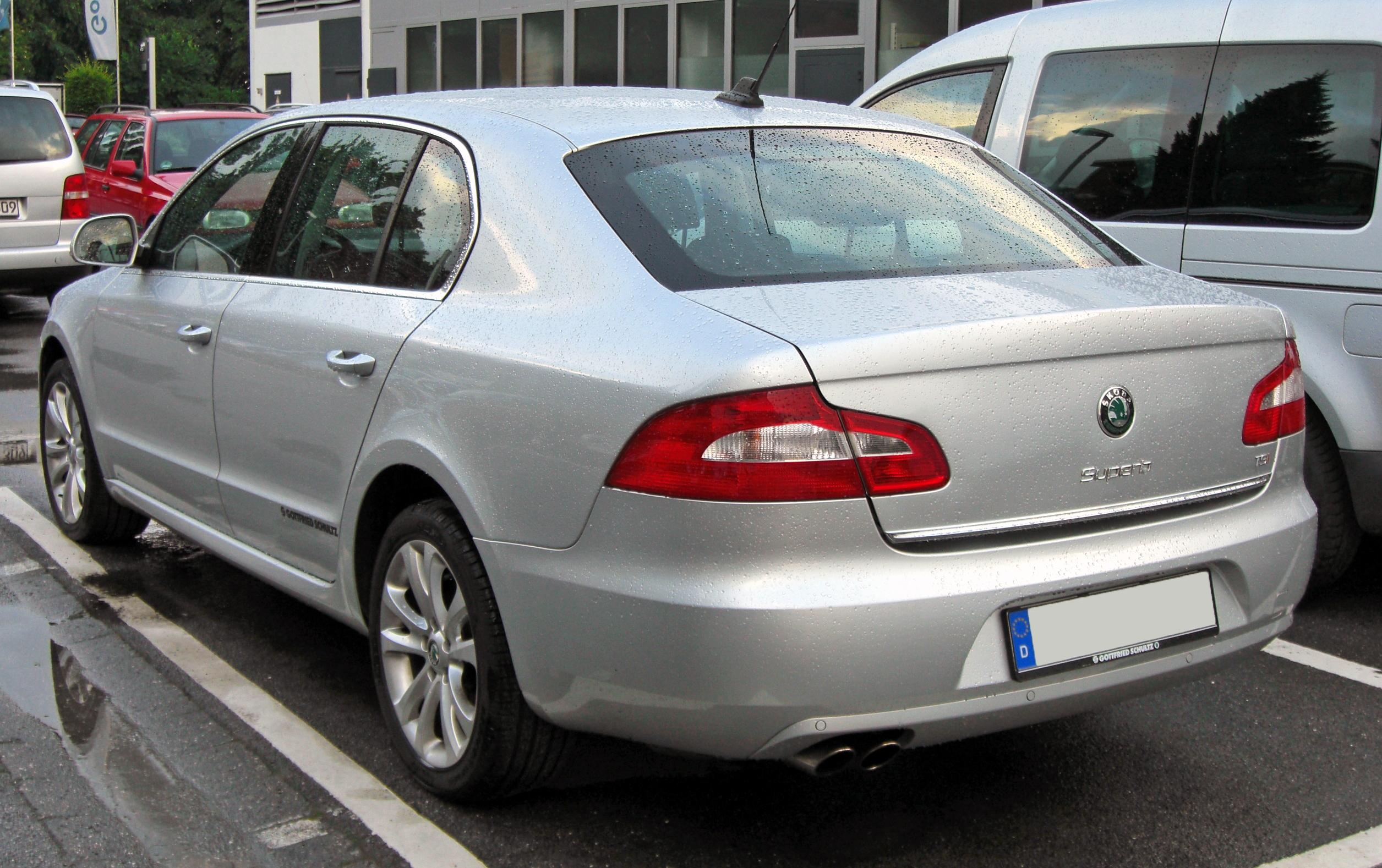
Parte trasera
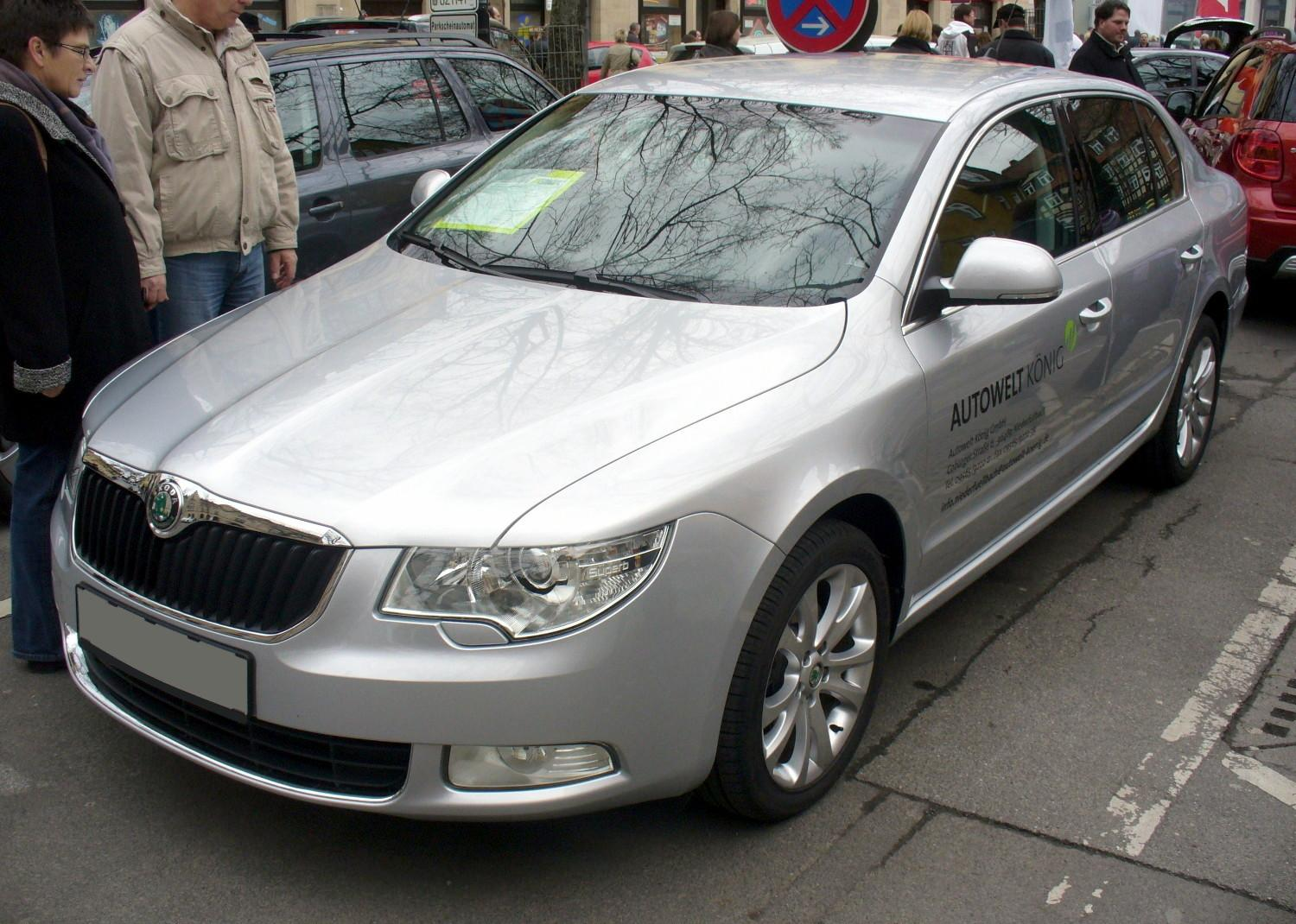
Parta delantera con el acabado intermedio
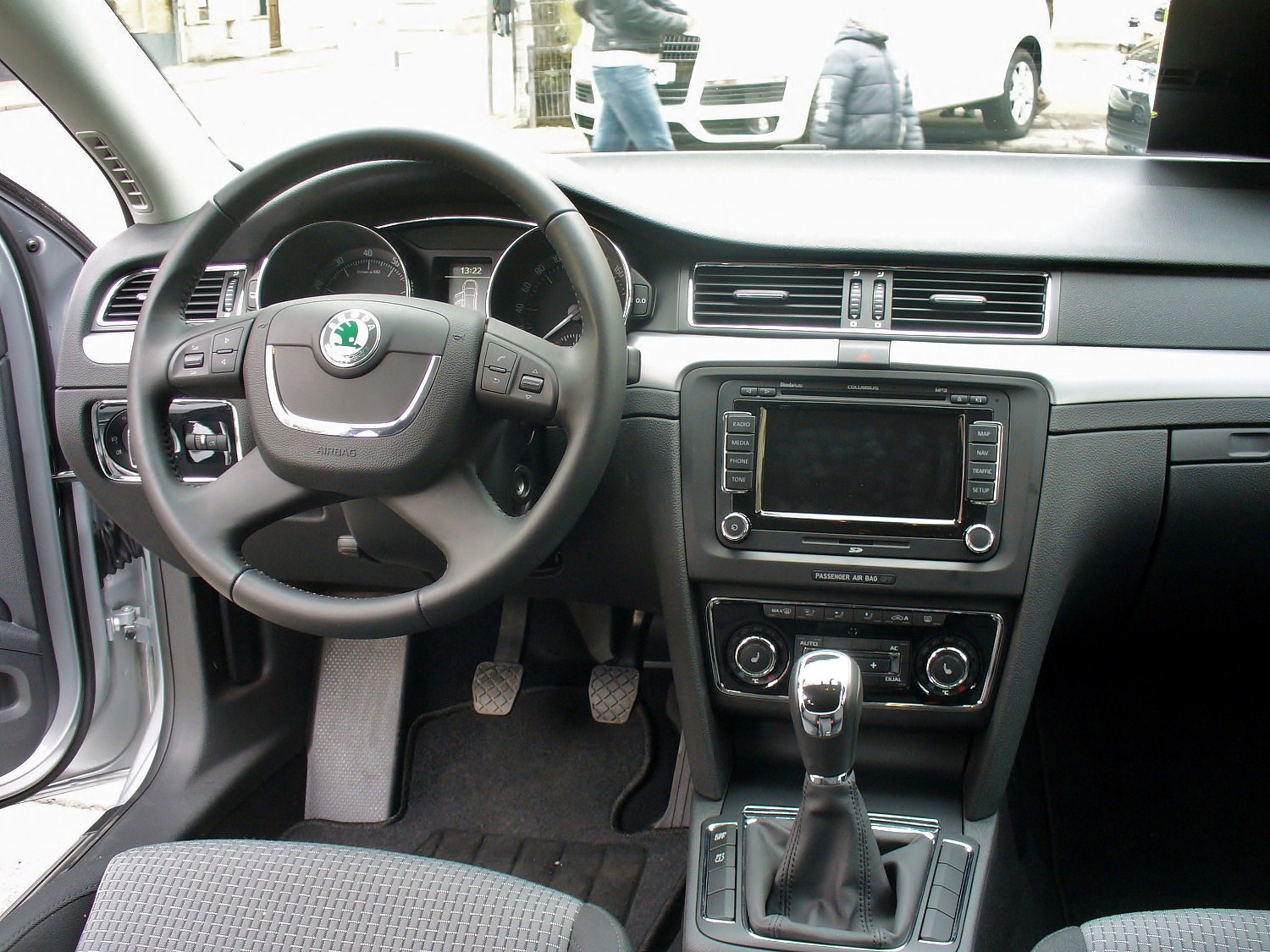
Interior del Superb II
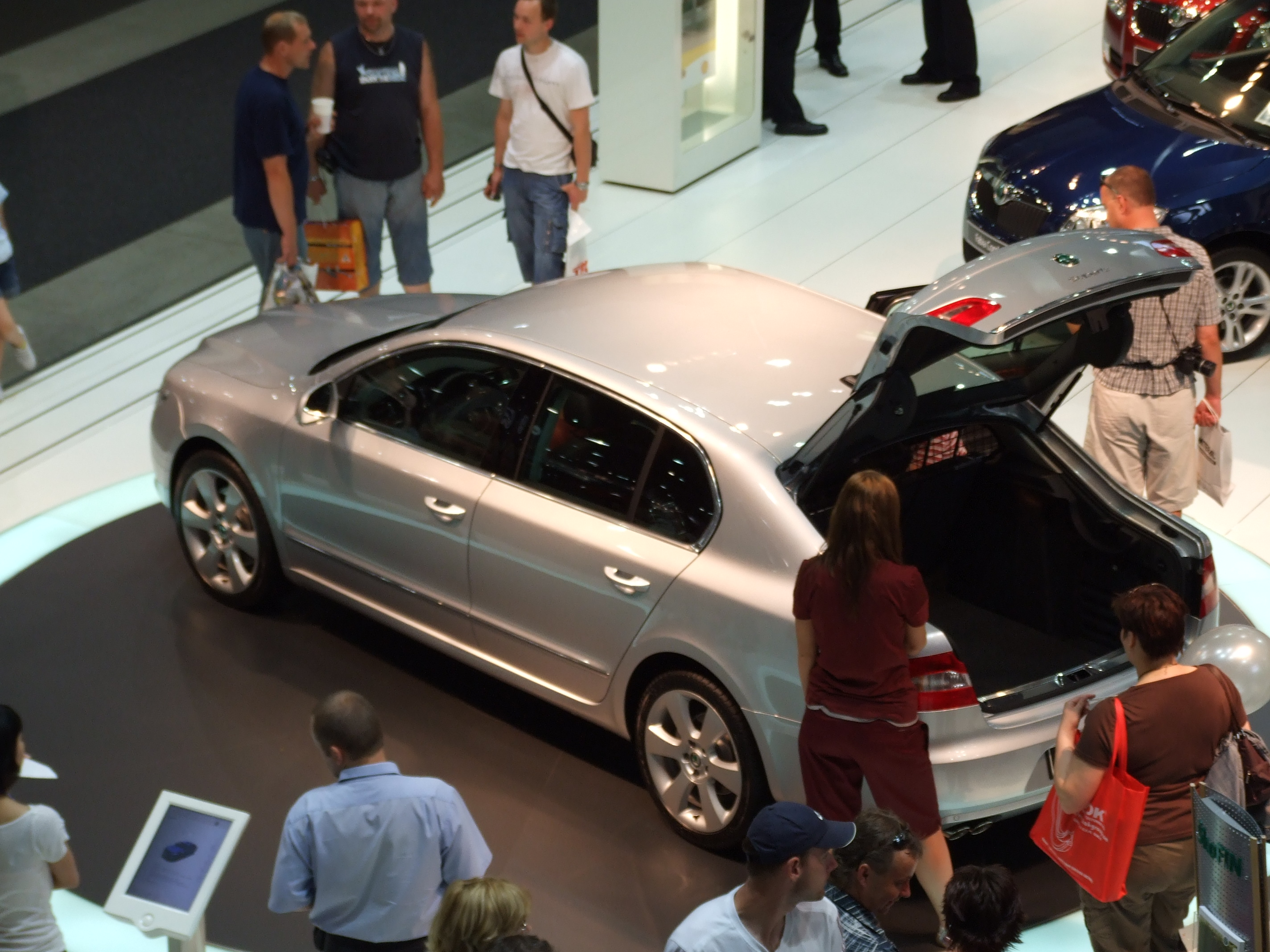
Sistema de apertura del maletero Twindoor
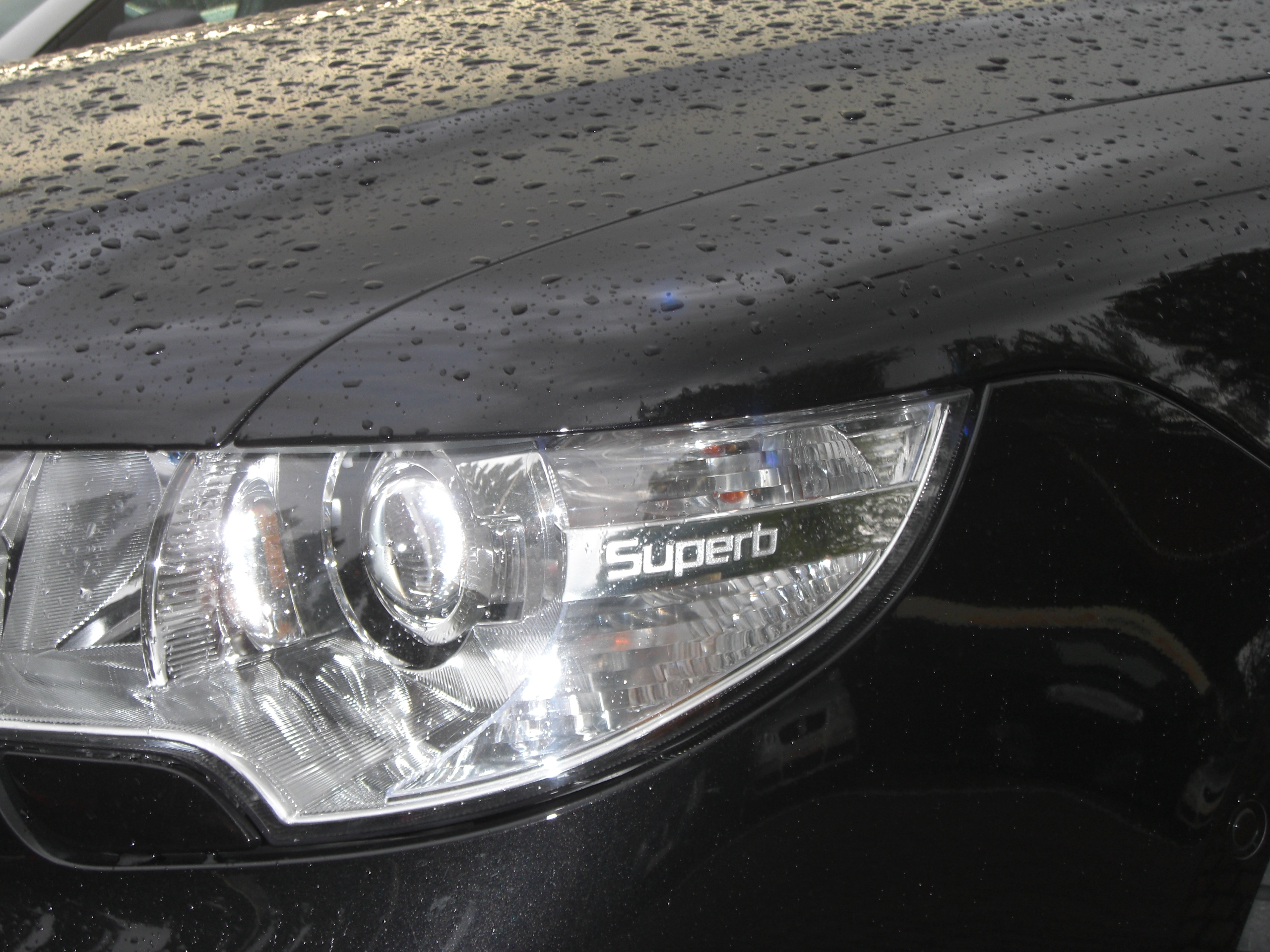
Faros y chapa con denominación del modelo
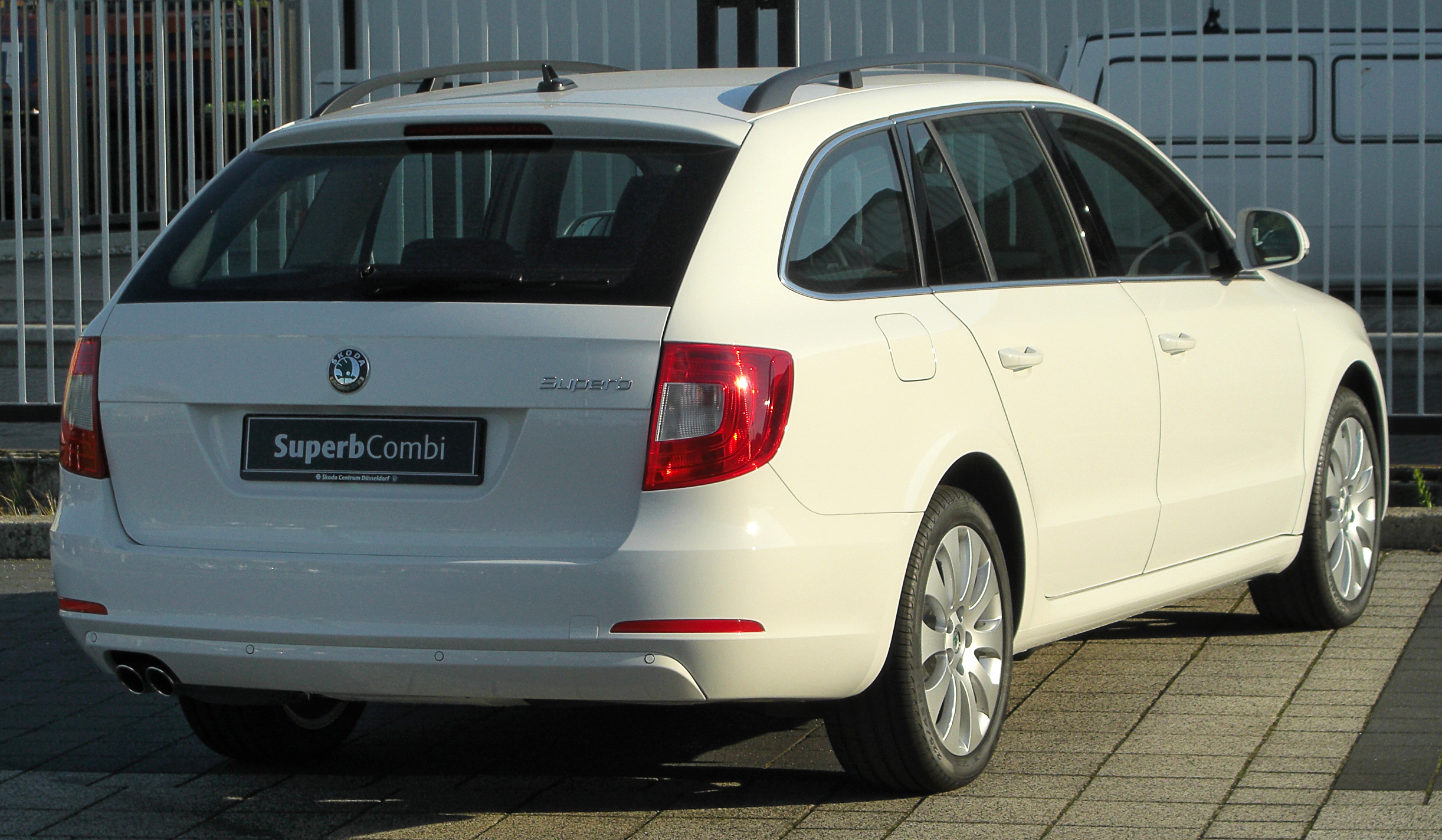
Versión Combi

### Rediseño
Al Skoda Superb se le realizó un pequeño restyling en 2013 presentado en abril en el Salón de Shanghái, los cambios más llamativos afectan a las ópticas y parrilla delantera, mientras la trasera pasa a tener la matrícula en el portón trasero, con este pequeño lavado de cara se pretende adaptarlo a la nueva imagen de la marca a la que se están sometiendo todos los modelos. El lanzamiento para los mercados de los países europeos se produjo a finales de junio del año 2013.

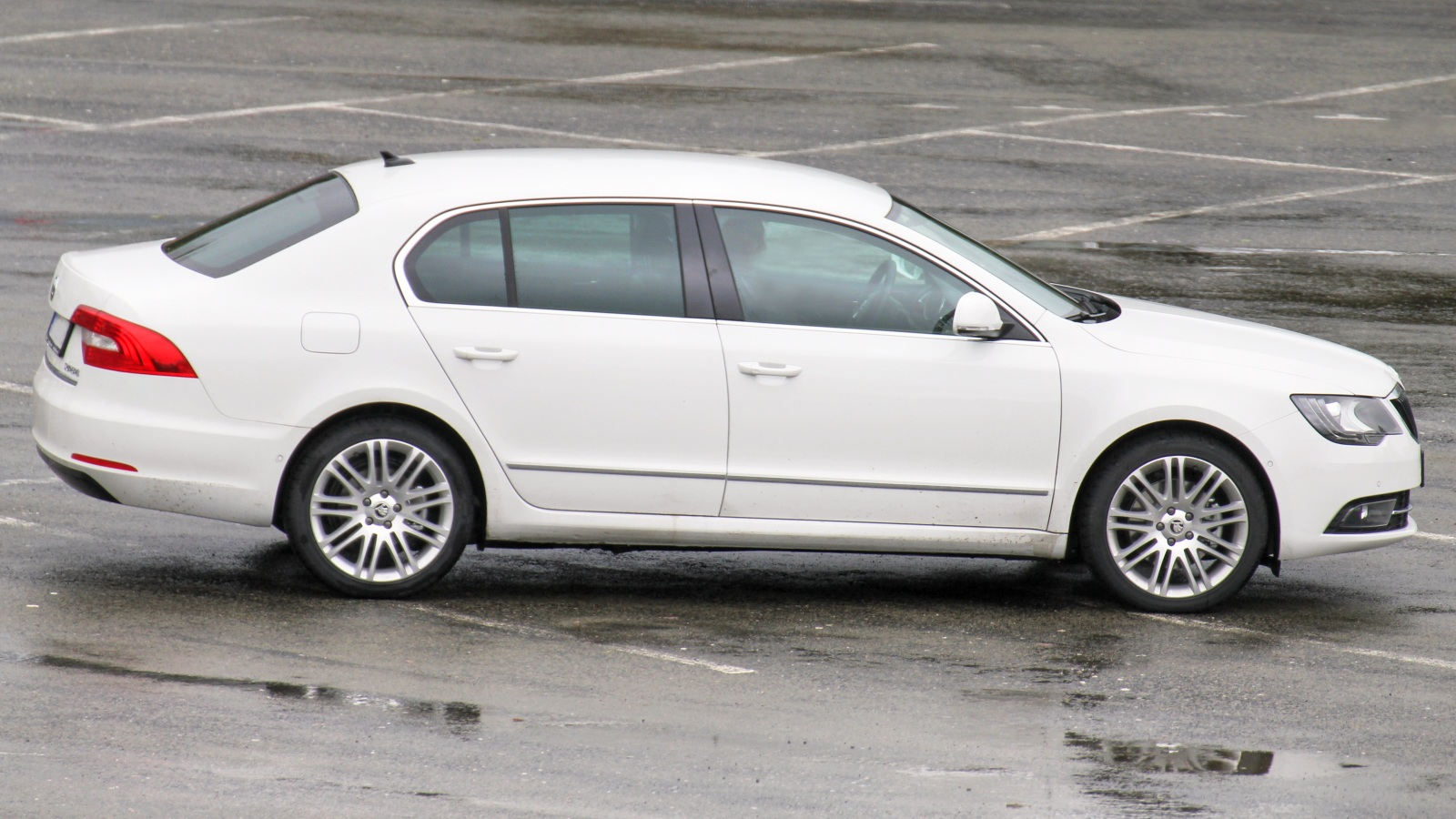
Lateral del Superb
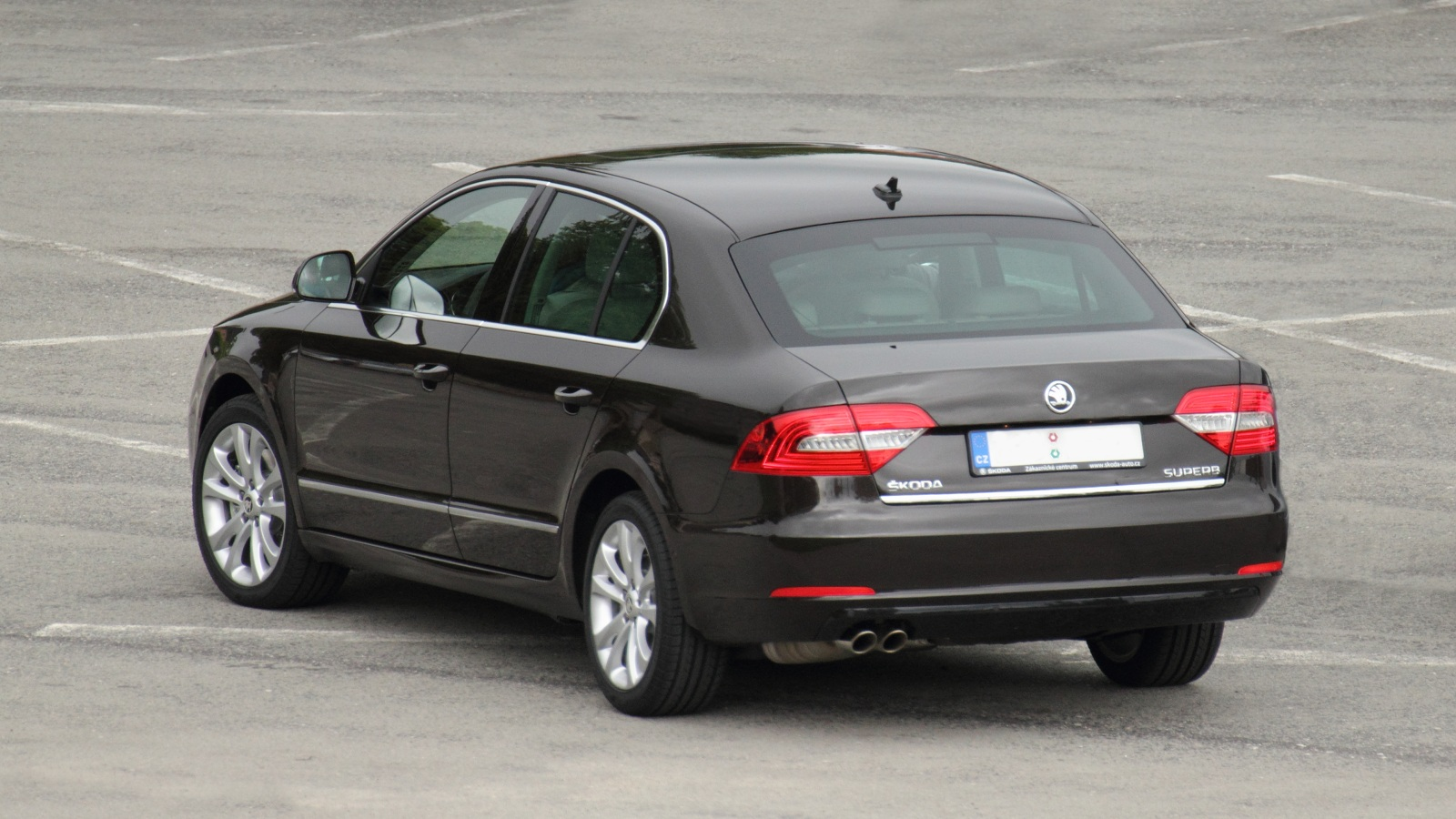
Parte trasera
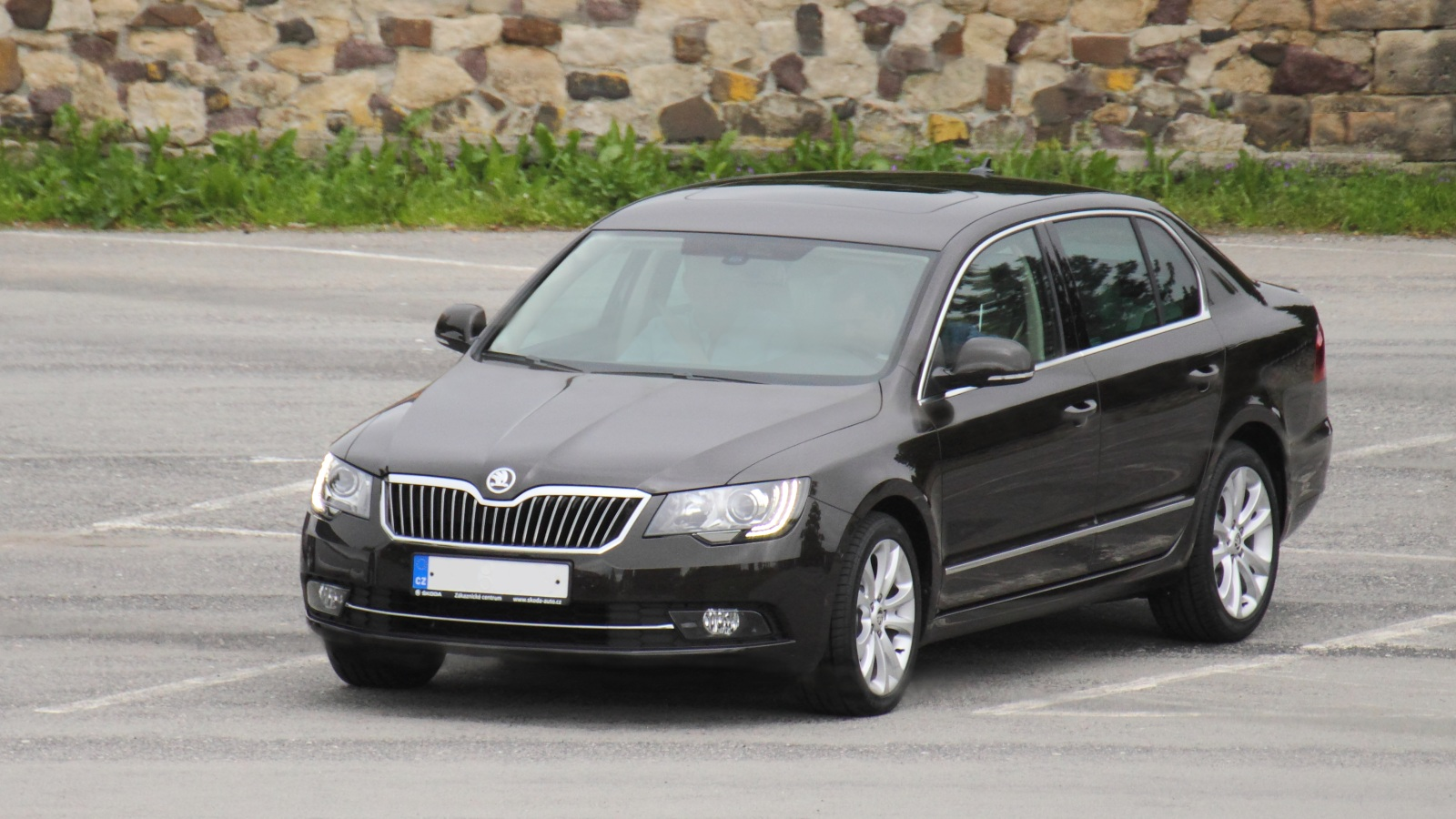
Parta delantera

#### Ediciones especiales
Laurin & Klement 2012 siendo una edición especial de lujo con detalles en madera y asientos en piel.

### Motorizaciones
| Periodo                        | 2008-2015                                     | 2008-2015                                         | 2010-2015                                     | 2008-2015                            |
| Identificación del motor       | CAXC                                          | BZB, CDAA                                         | CCZA                                          | CDVA                                 |
| Tipo de motor                  | L4 16v, inyección directa, turbo, intercooler | L4 16v, inyección directa, turbo, intercooler     | L4 16v, inyección directa, turbo, intercooler | VR6 24v                              |
| Diámetro x carrera             | 76.5 mm × 75.6 mm                             | 82.5 mm × 84.1 mm                                 | 82.5 mm × 92.8 mm                             | 89.0 mm × 96.4 mm                    |
| Cilindrada                     | 1390 cm³                                      | 1798 cm³                                          | 1984 cm³                                      | 3597 cm³                             |
| Relación de compresión         | 10.0: 1                                       | 9.6: 1                                            | 9.6: 1                                        | 11.4: 1                              |
| Potencia máxima: CV (kW) @ rpm | 125 CV (92 kW) @ 5000                         | 160 CV (118 kW) @ 5000-6000                       | 200 CV (147 kW) @ 5100-6000                   | 260 CV (191 kW) @ 6000               |
| Par máximo: Nm @ rpm           | 200 Nm @ 1500-4000                            | 250 Nm @ 1500-4200                                | 280 Nm @ 1700-5000                            | 350 Nm @ 2500-5000                   |
| Tracción                       | Delantera                                     | Delantera                                         | Delantera / Total (4x4)                       | Total (4x4)                          |
| Transmisión                    | Manual, 6 velocidades                         | Manual, 6 velocidades / Automática, 7 velocidades | Automática, 6 velocidades                     | Automática, 6 velocidades            |
| Peso                           | 1500 kg                                       | 1511 kg                                           | 1555 kg                                       | 1740 kg                              |
| Aceleración 0–100 km/h         | 10.5 s                                        | 8.7 s                                             | 7.8 s                                         | 6.5 s                                |
| Velocidad máxima               | 201 km/h                                      | 217 km/h                                          | 236 km/h                                      | 250 km/h (Limitada electrónicamente) |
| Consumo combinado (L/100 km)   | 6.8                                           | 7.2                                               | 7.9                                           | 10.0                                 |

| Periodo                        | 2010-2015                                                  | 2008-2010                                                    | 2008-2010                                                    | 2010-2015                                                  | 2010-2015                                                  |         |
| Identificación del motor       | CAYC                                                       | BLS                                                          | BMP                                                          | CLJA, CFFB                                                 | CBBB, CFGB                                                 |         |
| Tipo de motor                  | L4 16v, inyección directa, common-rail, turbo, intercooler | L4 8v, inyección directa, inyector-bomba, turbo, intercooler | L4 8v, inyección directa, inyector-bomba, turbo, intercooler | L4 16v, inyección directa, common-rail, turbo, intercooler | L4 16v, inyección directa, common-rail, turbo, intercooler |         |
| Diámetro x carrera             | 79.5 mm × 80.5 mm                                          | 79.5 mm × 95.5 mm                                            | 81.0 mm × 95.5 mm                                            | 81.0 mm × 95.5 mm                                          | 81.0 mm × 95.5 mm                                          |         |
| Cilindrada                     | 1598 cm³                                                   | 1896 cm³                                                     | 1968 cm³                                                     | 1968 cm³                                                   | 1968 cm³                                                   |         |
| Relación de compresión         | 16.5: 1                                                    | 18.5: 1                                                      | 18.5: 1                                                      | 18.5: 1                                                    | 16.5: 1                                                    | 16.5: 1 |
| Potencia máxima: CV (kW) @ rpm | 105 CV (77 kW) @ 4400                                      | 105 CV (77 kW) @ 4000                                        | 140 CV (103 kW) @ 4000                                       | 140 CV (103 kW) @ 4200                                     | 170 CV (125 kW) @ 4200                                     |         |
| Par máximo: Nm @ rpm           | 250 Nm @ 1500-2500                                         | 250 Nm @ 1900                                                | 320 Nm @ 1800-2500                                           | 320 Nm @ 1750-2500                                         | 350 Nm @ 1750-2500                                         |         |
| Tracción                       | Delantera                                                  | Delantera                                                    | Delantera                                                    | Delantera / Total (4x4)                                    | Delantera / Total (4x4)                                    |         |
| Transmisión                    | Manual, 5 velocidades                                      | Manual, 5 velocidades                                        | Manual, 6 velocidades / Automática, 6 velocidades            | Manual, 6 velocidades / Automática, 6 velocidades          | Manual, 6 velocidades / Automática, 6 velocidades          |         |
| Peso                           | 1517 kg                                                    | 1531 kg                                                      | 1565 kg                                                      | 1547 kg                                                    | 1555 kg                                                    |         |
| Aceleración 0–100 km/h         | 12.5 s                                                     | 12.5 s                                                       | 10.2 s                                                       | 10.2 s                                                     | 8.8 s                                                      |         |
| Velocidad máxima               | 189 km/h                                                   | 190 km/h                                                     | 207 km/h                                                     | 207 km/h                                                   | 222 km/h                                                   |         |
| Consumo combinado (L/100 km)   | 5.0                                                        | 5.7                                                          | 5.9                                                          | 5.4                                                        | 5.7                                                        |         |

## Tercera generación (2015-presente)
La marca Škoda presentó la tercera generación del Superb en el Salón del Automóvil de Ginebra de 2015 y se comenzó a vender a mediados de ese año.
Su diseño se inspira en el prototipo Škoda Visión C, que a su vez estaba inspirado en el prototipo de SEAT IBL. El modelo pierde la doble apertura del maletero respecto a la anterior generación, a este se le dota de un gran portón trasero, con apertura inteligente que pasando el pie por debajo del parachoques se abre automáticamente y se le añaden algunos detalles curiosos de una berlina de lujo como un paraguas integrado en el panel de la puerta o un gancho de remolque escamoteable que sale al apretar un botón del maletero. 

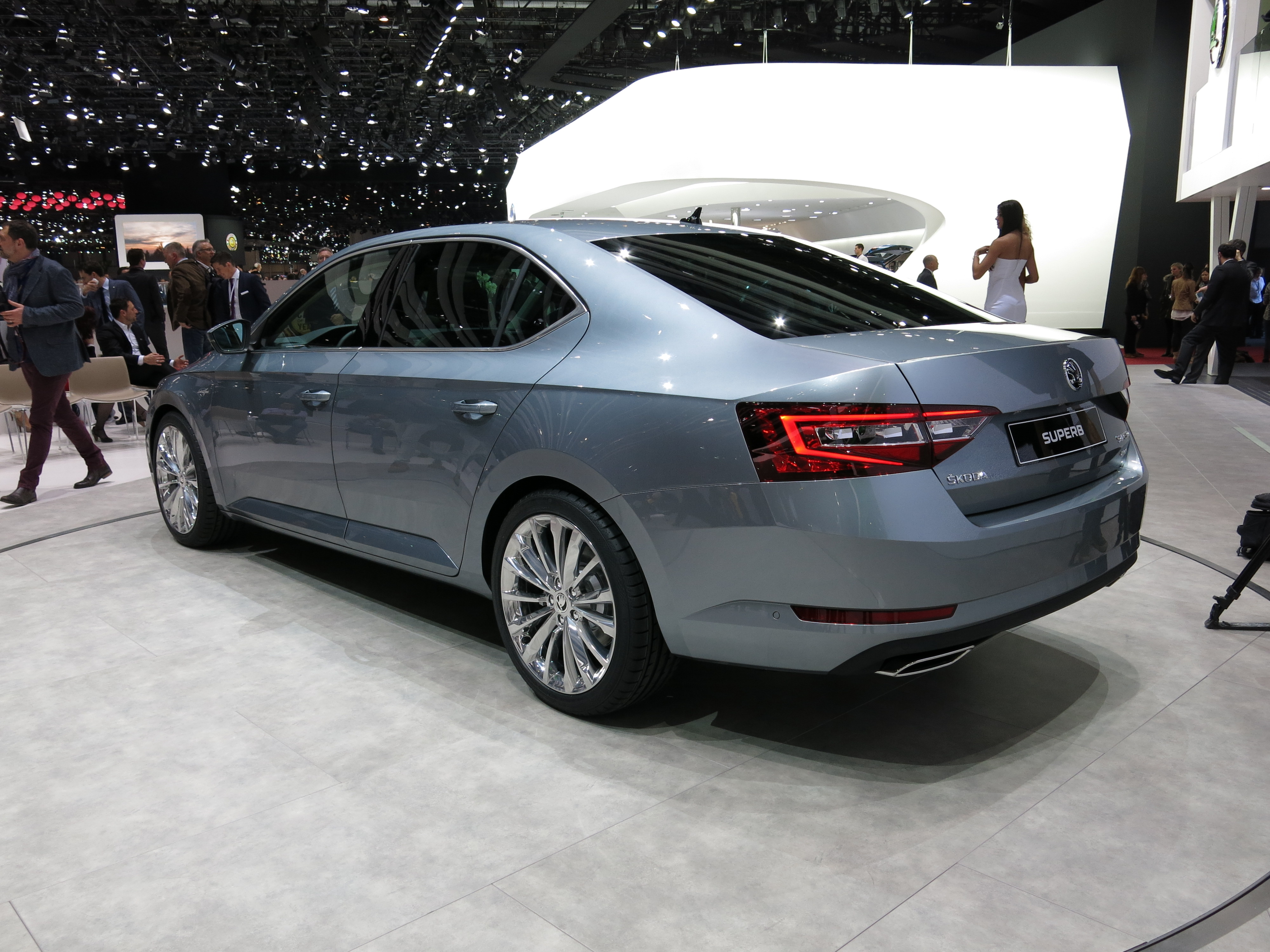
Parte trasera
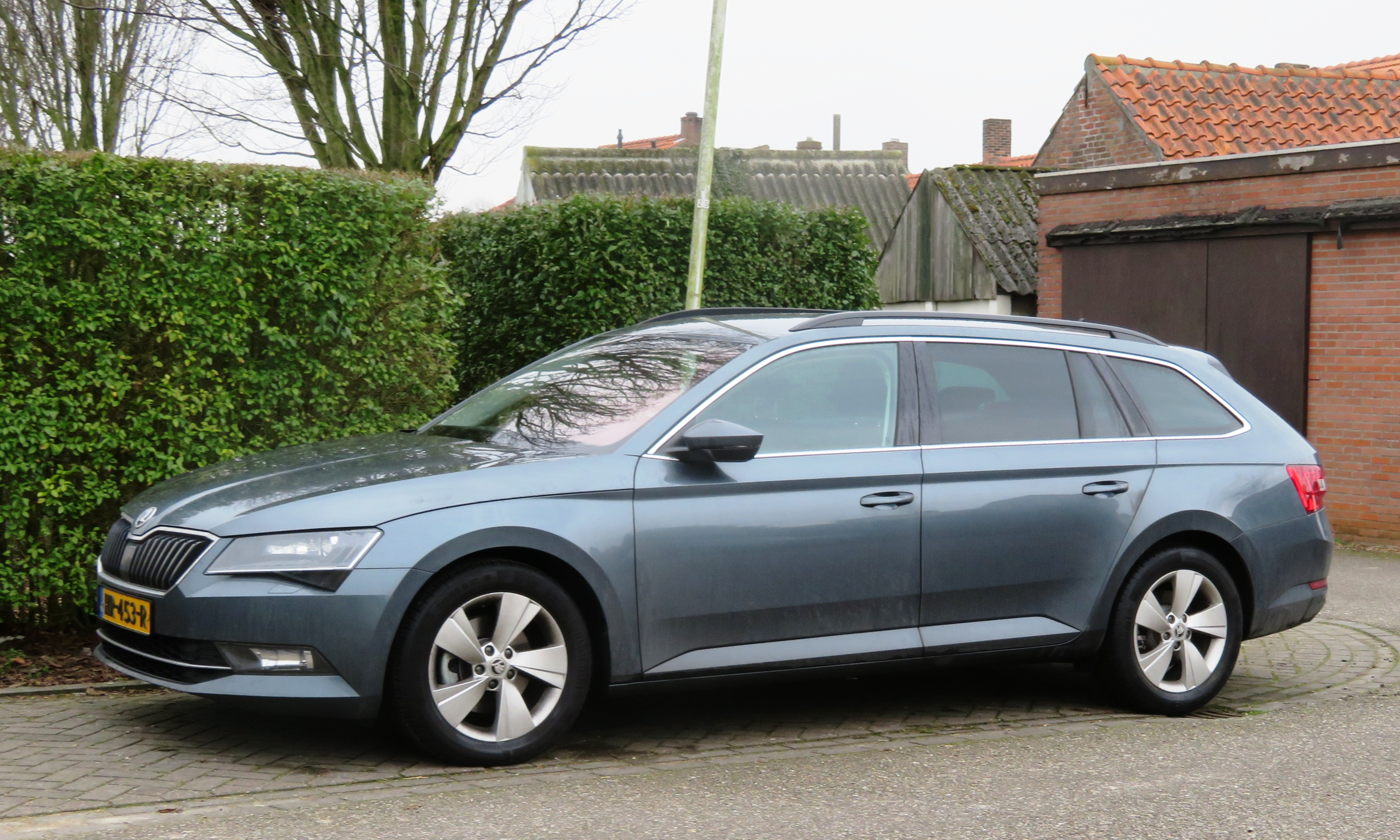
Versión Combi
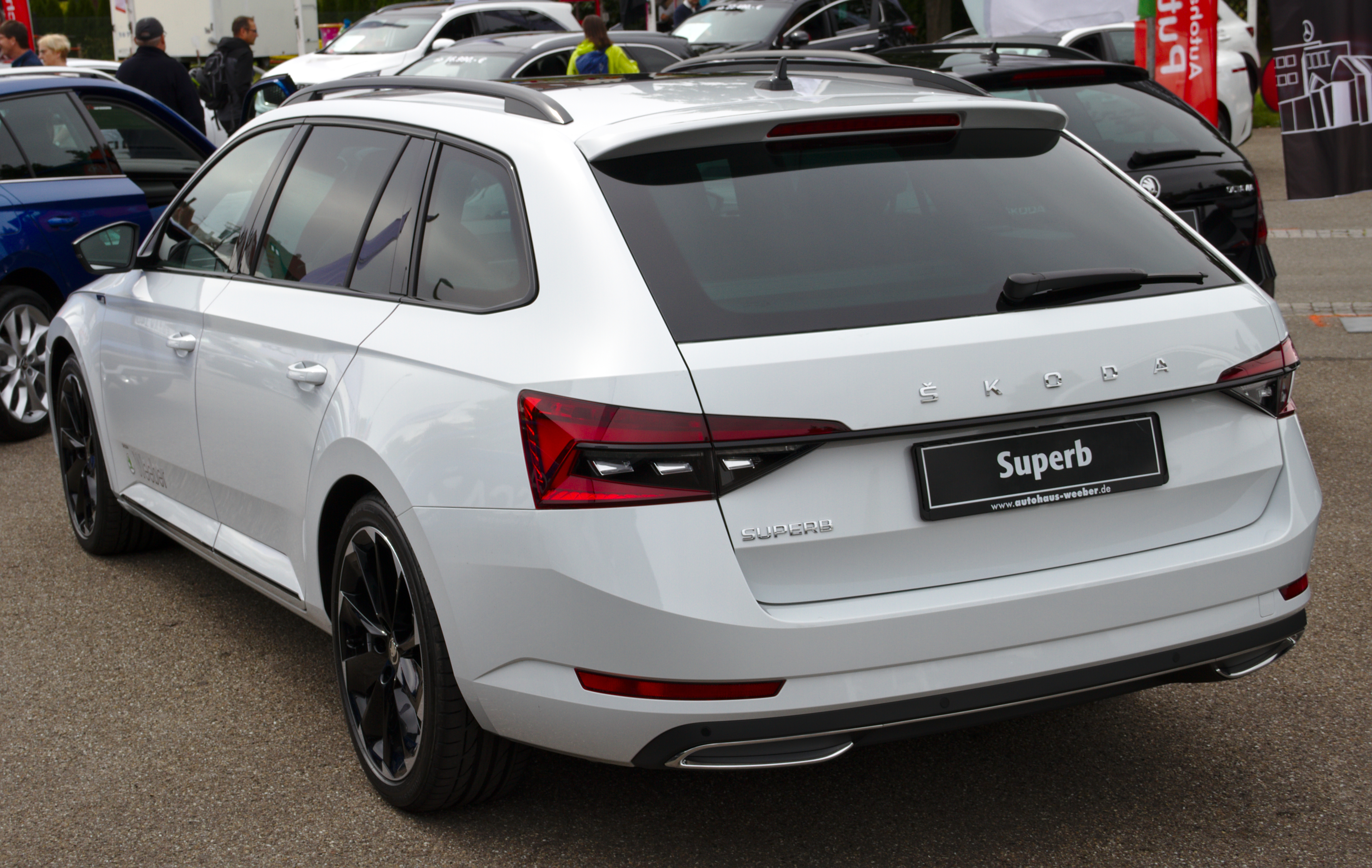
Parte trasera

### Motorizaciones
| Periodo                        | 2015-presente                                 | 2015-presente                                     | 2015-presente                                     | 2015-presente                                 | 2015-presente                                 |
| Identificación del motor       | CZCA                                          | CZDA                                              | CJSA,CJSC                                         | CHHB                                          | CJXA                                          |
| Tipo de motor                  | L4 16v, inyección directa, turbo, intercooler | L4 16v, inyección directa, turbo, intercooler     | L4 16v, inyección directa, turbo, intercooler     | L4 16v, inyección directa, turbo, intercooler | L4 16v, inyección directa, turbo, intercooler |
| Diámetro x carrera             | 74.5 mm × 80.0 mm                             | 74.5 mm × 80.0 mm                                 | 82.5 mm × 84.2 mm                                 | 82.5 mm × 92.8 mm                             | 82.5 mm × 92.8 mm                             |
| Cilindrada                     | 1395 cm³                                      | 1395 cm³                                          | 1798 cm³                                          | 1984 cm³                                      | 1984 cm³                                      |
| Relación de compresión         | 10.5: 1                                       | 10.5: 1                                           | 9.6: 1                                            | 9.6: 1                                        | 9.3: 1                                        |
| Potencia máxima: CV (kW) @ rpm | 125 CV (92 kW) @ 5000-6000                    | 150 CV (110 kW) @ 5000-6000                       | 180 CV (132 kW) @ 4000-6200                       | 220 CV (162 kW) @ 4500-6200                   | 280 CV (206 kW) @ 5600-6500                   |
| Par máximo: Nm @ rpm           | 200 Nm @ 1400-4000                            | 250 Nm @ 1500-3500                                | 320 Nm @ 1450-3900                                | 350 Nm @ 1500-4400                            | 350 Nm @ 1700-5600                            |
| Tracción                       | Delantera                                     | Delantera / Total (4x4)                           | Delantera                                         | Delantera                                     | Total (4x4)                                   |
| Transmisión                    | Manual, 6 velocidades                         | Manual, 6 velocidades / Automática, 7 velocidades | Manual, 6 velocidades / Automática, 7 velocidades | Automática, 6 velocidades                     | Automática, 6 velocidades                     |
| Peso                           | 1375 kg                                       | 1395 kg                                           | 1465 kg                                           | 1505 kg                                       | 1540 kg                                       |
| Aceleración 0–100 km/h         | 9.9 s                                         | 8.6 s                                             | 8.0 s                                             | 7.0 s                                         | 5.8 s                                         |
| Velocidad máxima               | 208 km/h                                      | 220 km/h                                          | 232 km/h                                          | 243 km/h                                      | 250 km/h (Limitada electrónicamente)          |
| Consumo combinado (L/100 km)   | 5.4                                           | 4.9                                               | 5.9                                               | 6.2                                           | 7.1                                           |
| Normativa anticontaminación    | Euro 6                                        | Euro 6                                            | Euro 6                                            | Euro 6                                        | Euro 6                                        |

| Periodo                        | 2015-presente                                              | 2015-presente                                                                 | 2015-presente                                              |
| Identificación del motor       | DCXA                                                       | CRLB                                                                          | DDAA                                                       |
| Tipo de motor                  | L4 16v, inyección directa, common-rail, turbo, intercooler | L4 16v, inyección directa, common-rail, turbo, intercooler                    | L4 16v, inyección directa, common-rail, turbo, intercooler |
| Diámetro x carrera             | 79.5 mm × 80.5 mm                                          | 81.0 mm × 95.5 mm                                                             | 81.0 mm × 95.5 mm                                          |
| Cilindrada                     | 1598 cm³                                                   | 1968 cm³                                                                      | 1968 cm³                                                   |
| Relación de compresión         | 16.5: 1                                                    | 16.5: 1                                                                       | 16.5: 1                                                    |
| Potencia máxima: CV (kW) @ rpm | 120 CV (88 kW) @ 3500-4000                                 | 150 CV (110 kW) @ 3500-4000                                                   | 190 CV (140 kW) @ 3500-4000                                |
| Par máximo: Nm @ rpm           | 250 Nm @ 1500-3250                                         | 340 Nm @ 1750-3000                                                            | 400 Nm @ 1750-3250                                         |
| Tracción                       | Delantera                                                  | Delantera / Total (4x4)                                                       | Delantera / Total (4x4)                                    |
| Transmisión                    | Manual, 6 velocidades / Automática, 7 velocidades          | Manual, 6 velocidades / Automática, 6 velocidades / Automática, 7 velocidades | Manual, 6 velocidades / Automática, 6 velocidades          |
| Peso                           | 1465 kg                                                    | 1485-1500 kg                                                                  | 1505-1615 kg                                               |
| Aceleración 0–100 km/h         | 10.9 s                                                     | 8.8-8.9 s                                                                     | 7.6-8.0 s                                                  |
| Velocidad máxima               | 206 km/h                                                   | 218-220 km/h                                                                  | 230-237 km/h                                               |
| Consumo combinado (L/100 km)   | 4.1                                                        | 4.1-4.5                                                                       | 4.1-4.9                                                    |
| Normativa anticontaminación    | Euro 6                                                     | Euro 6                                                                        | Euro 6                                                     |